# Matidia (araña)
Matidia es un género de arañas araneomorfas de la familia Clubionidae. Se encuentra en el Asia y Nueva Guinea.

## Lista de especies
Según The World Spider Catalog 12.0:
- Matidia bipartita Deeleman-Reinhold, 2001
- Matidia calcarata Thorell, 1878
- Matidia chlora Chrysanthus, 1967
- Matidia flagellifera Simon, 1897
- Matidia incurvata Reimoser, 1934
- Matidia mas Deeleman-Reinhold, 2001
- Matidia missai Versteirt, Baert & Jocqué, 2010
- Matidia muju Chrysanthus, 1967
- Matidia paranga (Barrion & Litsinger, 1995)
- Matidia simia Deeleman-Reinhold, 2001
- Matidia simplex Simon, 1897
- Matidia spatulata Chen & Huang, 2006
- Matidia strobbei Versteirt, 2010
- Matidia trinotata Thorell, 1890
- Matidia virens Thorell, 1878
- Matidia viridissima Strand, 1911